# Fahrlässigkeit (Deutschland)
Fahrlässigkeit findet im deutschen Recht vor allem im Straf- und im Zivilrecht Verwendung. Im Allgemeinen beschreibt die Fahrlässigkeit neben dem Vorsatz eine weitere Verschuldensform und die mit ihr verknüpfte innere Einstellung des Täters gegenüber dem von ihm verwirklichten Tatbestand. Sie bedeutet, dass der Täter bei Eintritt und Verursachung des tatbestandlichen Erfolges die im Verkehr erforderliche Sorgfalt außer Acht gelassen hat. Die objektive Sorgfaltspflichtverletzung wird dabei im Lichte der objektiven Vorhersehbarkeit des Erfolges beurteilt. § 276 Abs. 2 BGB definiert diesen Begriff für die Zwecke des Zivilrechts als ein Außerachtlassen der im Verkehr erforderlichen Sorgfalt. Das Strafrecht erwähnt den Begriff in § 15 StGB, ohne ihn zu definieren. Die verwendeten Fahrlässigkeitsbegriffe müssen in ihrer Bedeutung nicht deckungsgleich sein. Umgangssprachlich bedeutet Fahrlässigkeit, dass eine Handlung „unvorsichtig“ beziehungsweise „verantwortungslos“ vorgenommen wird. Fahrlässig handelt dabei jemand, der ohne die in seinem Fall gebotene Vorsicht vorgeht.

Die Frage, ob einer Person Fahrlässigkeit zur Last fällt, stellt sich regelmäßig im Zusammenhang mit einer zivil- oder strafrechtlichen Haftung für die Herbeiführung eines rechtlich missbilligten Erfolgs. So kann Fahrlässigkeit regelmäßig zu einer Haftung auf Schadensersatz führen. In strafrechtlicher Hinsicht finden sich in zahlreichen Rechtsordnungen Tatbestände, welche Fahrlässigkeit mit Strafe bedrohen. 

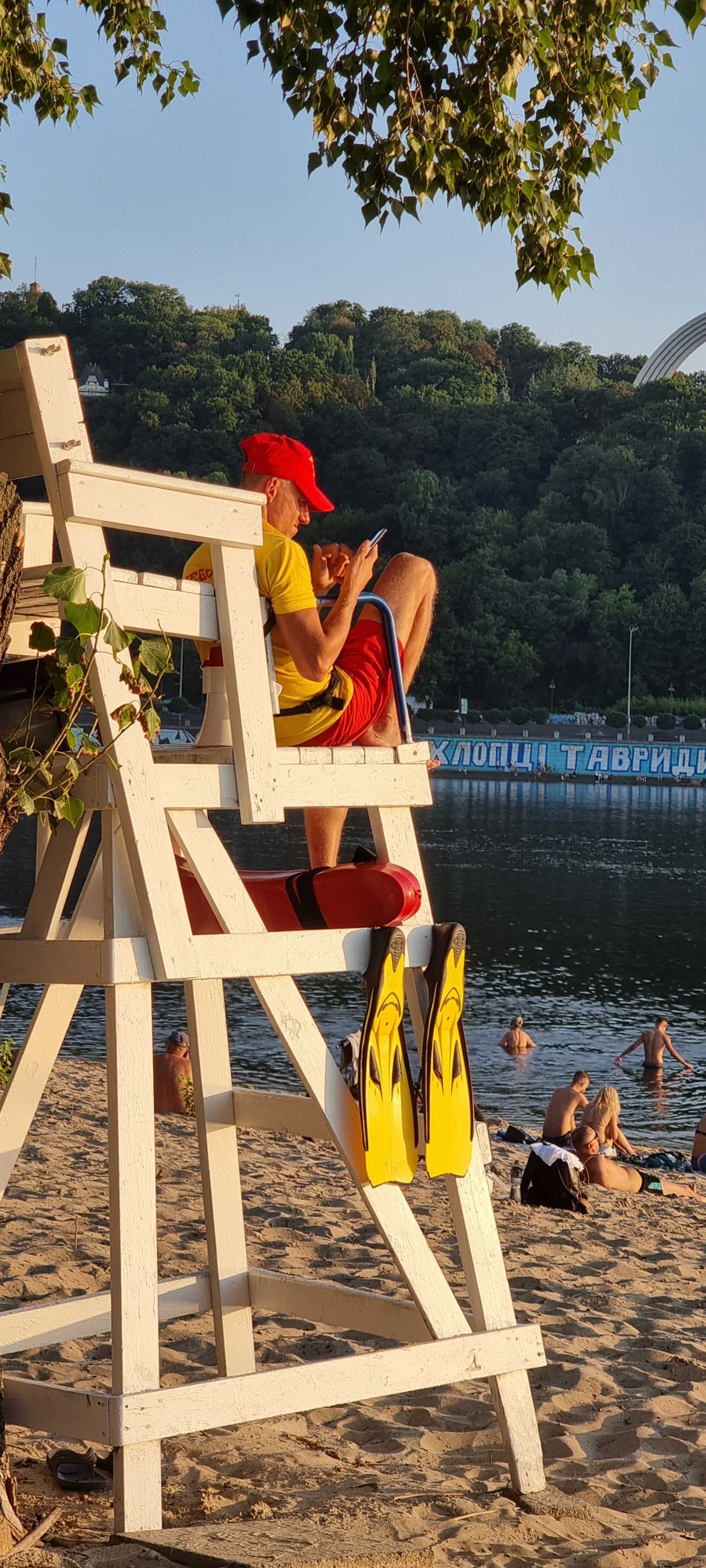
Fahrlässigkeit gefährdet Menschenleben: Rettungsschwimmer abgelenkt am Handy

## Deutschland

### Zivilrecht
Ansprüche aus vertraglichen Leistungsstörungen und Pflichtverletzungen sowie Ansprüche aus unerlaubten Handlungen werden zur Feststellung des Verschuldens des Schuldners auf Rechtswidrigkeit und Vertretenmüssen geprüft. Der Haftungsmaßstab richtet sich darauf, inwieweit jemand für eigenes oder fremdes Verhalten einzustehen hat. Im deutschen Zivilrecht richtet sich das Vertretenmüssen nach den Grundsätzen des § 276 BGB. Gemäß §§ 276 Abs. 1, 827 und 828 BGB ist Voraussetzung dafür die Verschuldensfähigkeit des Schuldners. Soweit der Vorsatz vom Wissen und Wollen haftungsbegründender Umstände geprägt ist, bedeutet Fahrlässigkeit gemäß § 276 Abs. 1 Satz 2 BGB: „Außerachtlassung der im Verkehr erforderlichen Sorgfalt“. Die im Verkehr erforderliche Sorgfalt bedeutet, dass ein (gewissenhafter) Angehöriger der jeweiligen Gruppe, situativ zu konkretisieren als Berufsgruppe oder als Kreis von Verkehrsteilnehmern und dergleichen, in der konkreten Situation ein bestimmtes Handlungsmuster erwarten lässt. Der Fahrlässigkeitsmaßstab ist die objektiv erforderliche Sorgfalt, nicht die übliche Sorgfalt. Er lässt die Sorgfalt dann außer Acht, wenn er diese nicht beachtet, obgleich die Vermeidbarkeit des rechtswidrigen Erfolges für ihn voraussehbar ist. Ein alternatives Verhalten in der jeweiligen Situation muss dem Schuldner überdies zumutbar sein. Eine besondere Form ist das Kennenmüssen nach § 122 Abs. 2 BGB. Kennenmüssen ist die durch Fahrlässigkeit bedingte Unkenntnis.
Wer am Rechtsverkehr teilnimmt, muss sich darauf verlassen können, dass der andere Teilnehmer mit der für seine Tätigkeit erforderlichen Sorgfalt agiert. Kann der andere Rechtsverkehrsteilnehmer dies aus Alters-, Krankheits- oder Wissensdefizitgründen nicht, verletzt er die erforderliche Sorgfalt. Jeder muss sich darauf verlassen können, dass ein Berufsfahrer sein Fahrzeug beispielsweise sicher beherrscht. In Bezug auf das Verschulden können Reaktionsdefizite nicht als persönliche Erschwernis und damit haftungsmildernd zugutegehalten werden.

#### Fahrlässigkeitsstufen im Zivilrecht
Das Zivilrecht unterscheidet grundsätzlich zwei Arten der Fahrlässigkeit. Einfache Fahrlässigkeit liegt im oben beschriebenen Sinne des § 276 Abs. 2 BGB vor, wenn die „im Verkehr erforderliche Sorgfalt außer acht gelassen wird“. Grobe Fahrlässigkeit (culpa lata) ist gesetzlich nicht definiert. Darunter wird aber allgemein verstanden, „ein Handeln, bei dem die erforderliche Sorgfalt nach den ganzen Umständen in einem ungewöhnlich hohen Maße verletzt worden ist und bei dem dasjenige unbeachtet geblieben ist, was im gegebenen Falle jedem hätte einleuchten müssen“. Zudem wird vom Bundesgerichtshof gefordert, dass eine „subjektiv schlechthin unentschuldbare Pflichtverletzung“ vorliegen müsse, die das Maß normaler Fahrlässigkeit erheblich überschreite.
Sonderfälle kennt zudem das Arbeitsrecht: Die Rechtsprechung unterscheidet dort im Rahmen der einfachen Fahrlässigkeit noch zwischen mittlerer, leichter Fahrlässigkeit (culpa levis) und leichtester Fahrlässigkeit (culpa levissima).

### Strafrecht
Der moderne Fahrlässigkeitsbegriff entwickelte sich rechtshistorisch aus dem Ungefährwerk.
Das Strafgesetzbuch sieht eine Strafbarkeit für fahrlässiges Handeln nach § 15 StGB nur vor, wenn dies ausdrücklich mit Strafe bedroht wird.
Das deutsche Strafrecht übernimmt die Einteilung und Definition der unbewussten und bewussten Fahrlässigkeit nicht ausdrücklich aus dem Zivilrecht; die herrschende Meinung und vor allem die Rechtsprechung lehnen sich aber an den § 276 Abs. 2 BGB an, der die Fahrlässigkeit als Außerachtlassung der im Verkehr erforderlichen Sorgfalt definiert: essentielle Bestandteile der Fahrlässigkeitsprüfung sind daher die Verletzung einer objektiven Sorgfaltspflicht bei objektiver Voraussehbarkeit des Erfolges (Erkennbarkeit). Der Sorgfaltspflichtsmaßstab entspricht den Anforderungen an einen besonnenen und gewissenhaften Menschen in der konkreten Situation und der sozialen Rolle. Sofern der Täter über Sonderwissen verfügt, wird dieses in das Anforderungsprofil einbezogen. Abgegrenzt wird über einen Vertrauensgrundsatz. Wer sich selbst sorgfaltspflichtsgerecht verhält, soll auch darauf vertrauen dürfen, dass seine Mitmenschen dies ebenso tun, solange nicht deutlich anderslautende Anhaltspunkte erkennbar sind. Eingebettet ist dieser rechtliche Gedankengang in die Abstimmungsmodi im Verkehr im Allgemeinen: Ein fahrlässig Handelnder will nicht bewusst gegen die Rechtsordnung verstoßen. Bei Anspannung aller seiner seelischen Kräfte hätte er aber erkennen können, dass sein Handeln für ein geschütztes Rechtsgut hätte gefährlich werden können. Das Tat- und damit das Unrechtsbewusstsein hätten in der konkreten Tatsituation somit für den Täter erlangbar sein müssen.

#### Fahrlässigkeitsstufen im Strafrecht
Die Abweichung des tatsächlichen vom sorgfaltsgerechten Verhalten kennt unterschiedliche Formen, weshalb im Strafrecht zwischen bewusster und unbewusster Fahrlässigkeit unterschieden wird. Bei der bewussten Fahrlässigkeit (lat. luxuria) kennt der Täter „die Möglichkeit einer Tatbestandsverwirklichung zwar, rechnet aber pflichtwidrig und vorwerfbar damit, dass ein Erfolg nicht eintreten wird“. Rechnet der Täter allerdings mit einem Erfolgseintritt, so liegt in Abgrenzung zur bewussten Fahrlässigkeit vielmehr Eventualvorsatz vor. Die unbewusste Fahrlässigkeit (lat. negligentia) hingegen ist dadurch gekennzeichnet, dass der Täter die gebotene Sorgfalt außer Acht lässt, ohne dies zu erkennen. Bei gehöriger Anstrengung hätte er mit der im Verkehr erforderlichen und ihm zumutbaren Sorgfalt den Erfolgseintritt voraussehen und verhindern können. Als Steigerung zur bewussten oder unbewussten Fahrlässigkeit steht die Leichtfertigkeit (lat. culpa lata). Diese ist enger als normale Fahrlässigkeit und eine vorsatznahe Schuldform, die eine besondere Gleichgültigkeit oder grobe Unachtsamkeit voraussetzt.

#### Objektive Zurechnung und Schuld
Objektiv zugerechnet wird dem Täter die Fahrlässigkeitstat, wenn die Pflichtverletzung für den Erfolgseintritt relevant war und damit kein rechtmäßiges Alternativverhalten erkennbar ist. Für den Pflichtwidrigkeitszusammenhang wird damit eine Kausalitätsprüfung vorgenommen.
Im Rahmen der Schuld stellt sich die Frage der persönlichen Vorwerfbarkeit der Tat. Die Schuldform liegt im Vorwurf einer Fahrlässigkeitsschuld. Die subjektive Sorgfaltspflichtverletzung richtet sich nach den individuellen Fähigkeiten und Kenntnissen des Täters. Es muss neben der objektiven Vermeidbarkeit und Voraussehbarkeit eine subjektive Vermeidbarkeit und Voraussehbarkeit attestiert werden können. Daneben wird ein potentielles Unrechtsbewusstsein verlangt. Häufig entlasten den Täter Entschuldigungsgründe, insbesondere die Unzumutbarkeit normgerechten Verhaltens in besonderen Konfliktlagen. Diese führen dazu, dass dem Täter kein Schuldvorwurf gemacht wird.

#### Täterschaft und Fahrlässigkeit
Umstritten ist, ob es bei den Fahrlässigkeitstaten eine Differenzierung zwischen Täterschaft und Teilnahme gibt. Die herrschende Meinung vertrat bisher das Einheitstäterprinzip, das eine solche Differenzierung verneint. Nach dem Einheitsprinzip haftet jeder aus einem etwaigen fahrlässigen Erfolgsdelikt, der den Erfolg fahrlässig verursacht hat. Allerdings wurde dies nicht gänzlich durchgehalten. Zu beachten ist in diesem Zusammenhang die Lehre vom Regressverbot. In jüngerer Zeit wird eine fahrlässige Mittäterschaft zunehmend akzeptiert. Diese Konstruktion beruht auf dem Bedürfnis, in den Fällen, in denen Kausalität nicht nachweisbar ist, durch mittäterschaftliche Zurechnung von Tatbeiträgen zu einer einfachen und sicheren Begründung der Strafbarkeit zu kommen. Dabei ist zweifelhaft, inwiefern eine fahrlässige Mittäterschaft einen gemeinsamen Tatentschluss voraussetzt. Die herrschende Meinung verlangt eine solche gegenseitige Zusage von wechselseitigen Beiträgen. Nach anderer Auffassung ist es bereits ausreichend, wenn mehrere Personen zu einem unerlaubten Werk beitragen.

#### Sonderprobleme und -fälle
- Die Leichtfertigkeit (Merkmal mehrerer erfolgsqualifizierter Delikte) entspricht dem Begriff der groben Fahrlässigkeit des BGB, es wird dabei jedoch auf die persönlichen Fähigkeiten des Täters abgestellt. Die Leichtfertigkeit stellt somit eine Steigerung der Fahrlässigkeit dar.
- Unterdurchschnittliches Wissen oder Fähigkeiten führen nach h. M. nicht zu einem herabgesetzten Maßstab der Sorgfaltspflichten auf der Tatbestandsebene. Diese führen allenfalls zu einem Schuldausschluss, wobei dann aber an ein Übernahmeverschulden zu denken ist.
- Überdurchschnittliches Wissen ist nach h. M. beachtlich. Beispiel: Ein als Aushilfskellner angestellter Biologiestudent erkennt beim Servieren die Möglichkeit, dass eine Frucht im Essen für den Gast giftig ist, und ist daher verpflichtet, dieses Spezialwissen zu nutzen und auf die Gefahr hinzuweisen.
- Die Berücksichtigung überdurchschnittlicher Fähigkeiten bei der Beurteilung des Vorliegens einer Fahrlässigkeit bzw. der Sorgfaltspflichten ist sehr umstritten. Einerseits wird argumentiert, dass der „tüchtigere Täter“ (z. B. ein Facharzt soll sich der fahrlässigen Körperverletzung durch einen Behandlungsfehler schuldig gemacht haben) nicht mehr bestraft werden soll als ein „einfacher“ Nicht-Facharzt. Anderseits wird angeführt, dass für einen optimalen Rechtsschutz eine optimale Anstrengung erwartet werden soll; dies soll insbesondere dann gelten, wenn die Fähigkeiten des Täters bekannt sind und gerade deshalb z. B. dieser als Arzt beauftragt wurde.

#### Entkriminalisierung
Die Entkriminalisierung von Fahrlässigkeitsdelikten ist immer wieder in der Diskussion. Gegen die Entkriminalisierung von fahrlässiger Körperverletzung und fahrlässiger Tötung spricht allerdings die Schutzwirkung der Grundrechte aus Art. 2 Abs. 2 S. 1 i. V. m. Art. 1 Abs. 1 GG. Jedoch ist auch unter der Beachtung der Grundrechte eine Begrenzung der Strafe nötig, weil das Strafrecht erst das letzte Mittel (lat.: ultima ratio) der staatlichen Sanktion sein soll. Angesichts der sich immer weiter entwickelnden Risiken in einer Technologiegesellschaft dürfe es daher nicht ein immer ausufernderes Strafrecht geben, da ansonsten die Begehung von Straftaten zum Normalfall werde und nicht eine Ausnahme bleibe.

#### Beispiele für fahrlässig verursachte Straftaten
- Preisgabe von Staatsgeheimnissen (§ 97 StGB)
- Sabotagehandlungen an Verteidigungsmitteln (§ 109e Abs. 5 StGB)
- Fahrlässiger Falscheid; fahrlässige falsche Versicherung an Eides statt (§ 161, § 163 StGB)
- Fahrlässige Tötung (§ 222 StGB)
- Fahrlässige Körperverletzung (§ 229 StGB)
- Bankrott (§ 283 Abs. 4, 5 StGB)
- Verletzung der Buchführungspflicht (§ 283b Abs. 2 StGB)
- Fahrlässige Brandstiftung (§ 306d StGB)
- Herbeiführen einer Brandgefahr (§ 306f StGB)
- Herbeiführen einer Explosion durch Kernenergie (§ 307 Abs. 2, 3, 4 StGB)
- Herbeiführen einer Sprengstoffexplosion (§ 308 Abs. 5, 6 StGB)
- Freisetzen ionisierender Strahlen (§ 311 Abs. 3 StGB)
- Fehlerhafte Herstellung einer kerntechnischen Anlage (§ 312 Abs. 6 StGB)
- Gefährliche Eingriffe in den Bahn-, Schiffs- und Luftverkehr (§ 315 Abs. 5, 6 StGB)
- Gefährdung des Bahn-, Schiffs- und Luftverkehrs (§ 315a Abs. 3 StGB)
- Gefährliche Eingriffe in den Straßenverkehr (§ 315b Abs. 4, 5 StGB)
- Gefährdung des Straßenverkehrs (§ 315c Abs. 3 StGB)
- Trunkenheit im Verkehr (§ 316 Abs. 2 StGB)
- Störung von Telekommunikationsanlagen (§ 317 Abs. 3 StGB)
- Beschädigung wichtiger Anlagen (§ 318 Abs. 6 StGB)
- Baugefährdung (§ 319 Abs. 3, 4 StGB)
- Vollrausch (§ 323a StGB)
- Gewässerverunreinigung (§ 324 Abs. 3 StGB)
- Bodenverunreinigung (§ 324a Abs. 3 StGB)
- Luftverunreinigung (§ 325 Abs. 4 StGB)
- Verursachen von Lärm, Erschütterungen und nichtionisierenden Strahlen (§ 325a Abs. 3 StGB)
- Unerlaubter Umgang mit gefährlichen Abfällen (§ 326 Abs. 5 StGB)
- Unerlaubtes Betreiben von Anlagen (§ 327 Abs. 3 StGB)
- Unerlaubter Umgang mit radioaktiven Stoffen und anderen gefährlichen Stoffen und Gütern (§ 328 Abs. 5 StGB)
- Gefährdung schutzbedürftiger Gebiete (§ 329 Abs. 5 StGB)
- Schwere Gefährdung durch Freisetzen von Giften (§ 330a Abs. 4, 5 StGB)
- Verletzung des Dienstgeheimnisses und einer besonderen Geheimhaltungspflicht (§ 353b Abs. 1 StGB)

Daneben werden noch Erfolgsqualifikationen i. S. d. § 18 StGB eines vorsätzlichen Grunddelikts bezüglich der strafschärfenden Folgen bereits bei Fahrlässigkeit bestraft, z. B.:
- Aussetzung mit der Folge einer schweren Gesundheitsbeschädigung (§ 221 Abs. 2 Nr. 2 StGB)
- Aussetzung mit Todesfolge (§ 221 Abs. 3 StGB)
- schwere Körperverletzung (§ 226 StGB)
- Körperverletzung mit Todesfolge (§ 227 StGB)
- Freiheitsberaubung, wenn der Täter das Opfer länger als eine Woche der Freiheit beraubt (§ 239 Abs. 3 Nr. 1 StGB) (nach Mindermeinung keine Erfolgsqualifikation, sondern (vorsatzbedingende) selbständige Qualifikation)
- Freiheitsberaubung mit der Folge einer schweren Gesundheitsbeschädigung oder Tod (§ 239 Abs. 3 Nr. 2, Abs. 4 StGB)
- Brandstiftung mit der Folge einer schweren Gesundheitsbeschädigung (§ 306b Abs. 1 StGB)
- Herbeiführen einer Sprengstoffexplosion mit der Folge einer schweren Gesundheitsbeschädigung (§ 308 Abs. 2 StGB)
- Missbrauch ionisierender Strahlen mit der Folge einer schweren Gesundheitsbeschädigung (§ 309 Abs. 3 StGB)
- Fehlerhafte Herstellung einer kerntechnischen Anlage mit der Folge einer schweren Gesundheitsbeschädigung (§ 312 Abs. 3 StGB)
- Gefährliche Eingriffe in den Bahn-, Schiffs- und Luftverkehr mit der Folge einer schweren Gesundheitsbeschädigung (§ 315 Abs. 3 Nr. 2 StGB)
- Gefährliche Eingriffe in den Straßenverkehr mit der Folge einer schweren Gesundheitsbeschädigung (§ 315b Abs. 3 StGB)

Leichtfertige Delikte: (oft auch als Erfolgsqualifikation zu einem vorsätzlichen Grunddelikt)
- Preisgabe von Staatsgeheimnissen (§ 97 Abs. 2 StGB)
- Sicherheitsgefährdendes Abbilden (§ 109g Abs. 4 StGB)
- Nichtanzeige geplanter Straftaten (§ 138 Abs. 3 StGB)
- Sexueller Missbrauch von Kindern mit Todesfolge (§ 176d StGB)
- Sexuelle Nötigung und Vergewaltigung mit Todesfolge (§ 178 StGB)
- Schwangerschaftsabbruch mit leichtfertiger Verursachung der Gefahr des Todes oder einer schweren Gesundheitsschädigung der Schwangeren (§ 218 Abs. 2 StGB)
- Zwangsprostitution, wenn der Kunde leichtfertig nicht erkennt, dass es sich um eine Zwangsprostituierte handelt (§ 232 a Abs. 6 S. 2 StGB)
- Erpresserischer Menschenraub mit Todesfolge (§ 239a Abs. 3 StGB)
- Raub mit Todesfolge (§ 251 StGB)
- Geldwäsche; Verschleierung unrechtmäßig erlangter Vermögenswerte (§ 261 Abs. 6 StGB)
- Subventionsbetrug (§ 264 Abs. 4 StGB)
- Bankrott (§ 283 Abs. 4, 5 StGB)
- Brandstiftung mit Todesfolge (§ 306c StGB)
- Herbeiführen einer Explosion durch Kernenergie mit Todesfolge (§ 307 Abs. 3 StGB)
- Herbeiführen einer Sprengstoffexplosion mit Todesfolge (§ 308 Abs. 3 StGB)
- Missbrauch ionisierender Strahlen mit Todesfolge (§ 309 Abs. 4 StGB)
- Fehlerhafte Herstellung einer kerntechnischen Anlage (§ 312 Abs. 6 StGB)
- Räuberischer Angriff auf Kraftfahrer mit Todesfolge (§ 316a Abs. 3 StGB)
- Angriffe auf den Luft- und Seeverkehr mit Todesfolge (§ 316c Abs. 3 StGB)
- Luftverunreinigung (§ 325 Abs. 5 StGB)
- Gefährdung schutzbedürftiger Gebiete (§ 329 Abs. 6 StGB)
- Schwere Gefährdung durch Freisetzen von Giften (§ 330a Abs. 5 StGB)
- Vollstreckung gegen Unschuldige (§ 345 Abs. 2 StGB)